# جورج وولفغانغ كرافت
جورج وولفغانغ كرافت (بالألمانية: Georg Wolfgang Krafft) (و. 1701 – 1754 م) هو فيزيائي، وأستاذ جامعي من ألمانيا . ولد في توتلينغن. وكان عضواً في الأكاديمية الروسية للعلوم، والأكاديمية البروسية للعلوم .
توفي في توبينغن، عن عمر يناهز 53 عاماً.

## التعليم
تعلم في جامعة توبنغن

## مناصب وهيئات
أدار جامعة توبنغن.